# Heinz Isler
Heinz Isler (né le 26 juillet 1926 à Zollikon et mort le 20 juin 2009 à Berne) est un ingénieur civil suisse. Il a réalisé plus de 1 400 structures en béton armé en formes de coques, et est considéré comme le plus important spécialiste de cette technique au monde. Il est l'un des plus importants ingénieurs civils suisses que le XXe siècle a comptés, avec Robert Maillart, Othmar Ammann et Christian Menn.

## Biographie

### Famille et études
Heinz Isler est né à Zollikon dans le canton de Zurich en 1926, il est le fils de Jakob Isler, ingénieur géomètre et inspecteur des routes, et d'Anna Moser. Le père de Heinz Isler a eu une influence importante : il lui fit découvrir la nature et l’art. L’enfant a ainsi appris à observer la nature de manière détaillée, et à dessiner à l’aquarelle. Il rencontre Maria Müller en 1949 alors qu’ils sont étudiants à Zurich, puis chacun fait son chemin, Maria comme pédiatre à Berlin et lui à Berthoud. Heinz la retrouve en 1968 puis ils se marient en 1970. Maria quitte alors son travail pour s’occuper dès lors de la gestion du bureau à Berthoud.
Après avoir fréquenté le gymnase cantonal de Zurich, Heinz Isler fait des études de génie civil à l'École polytechnique fédérale de Zurich (EPFZ) en 1945 et obtient son diplôme en 1950. Il y travaille ensuite pendant trois ans en tant qu'assistant avec le professeur Pierre Lardy (de). Puis il étudie la peinture à la Haute École d'art de Zurich pendant neuf mois, avant de débuter en 1954 à Berthoud (Burgdorf en allemand) en tant qu’ingénieur indépendant.
Durant ses dernières années de vie, Heinz Isler prend soin de sa femme Maria, victime d’une attaque. Elle lui survit, ainsi qu’un neveu et une nièce.

### Nouvelles formes de toits en coques

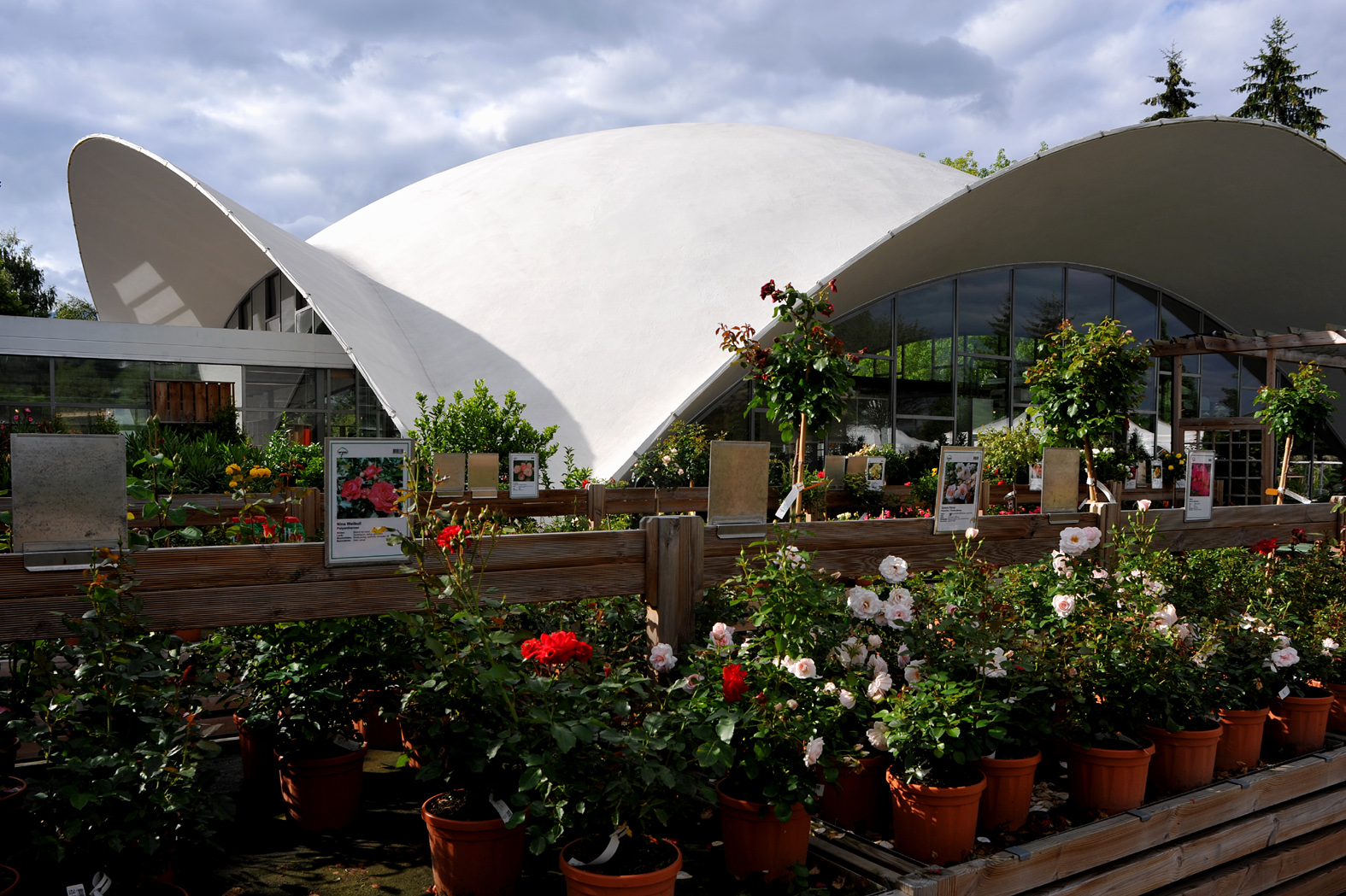
Garden Center, Zuchwil (Soleure, 1962).

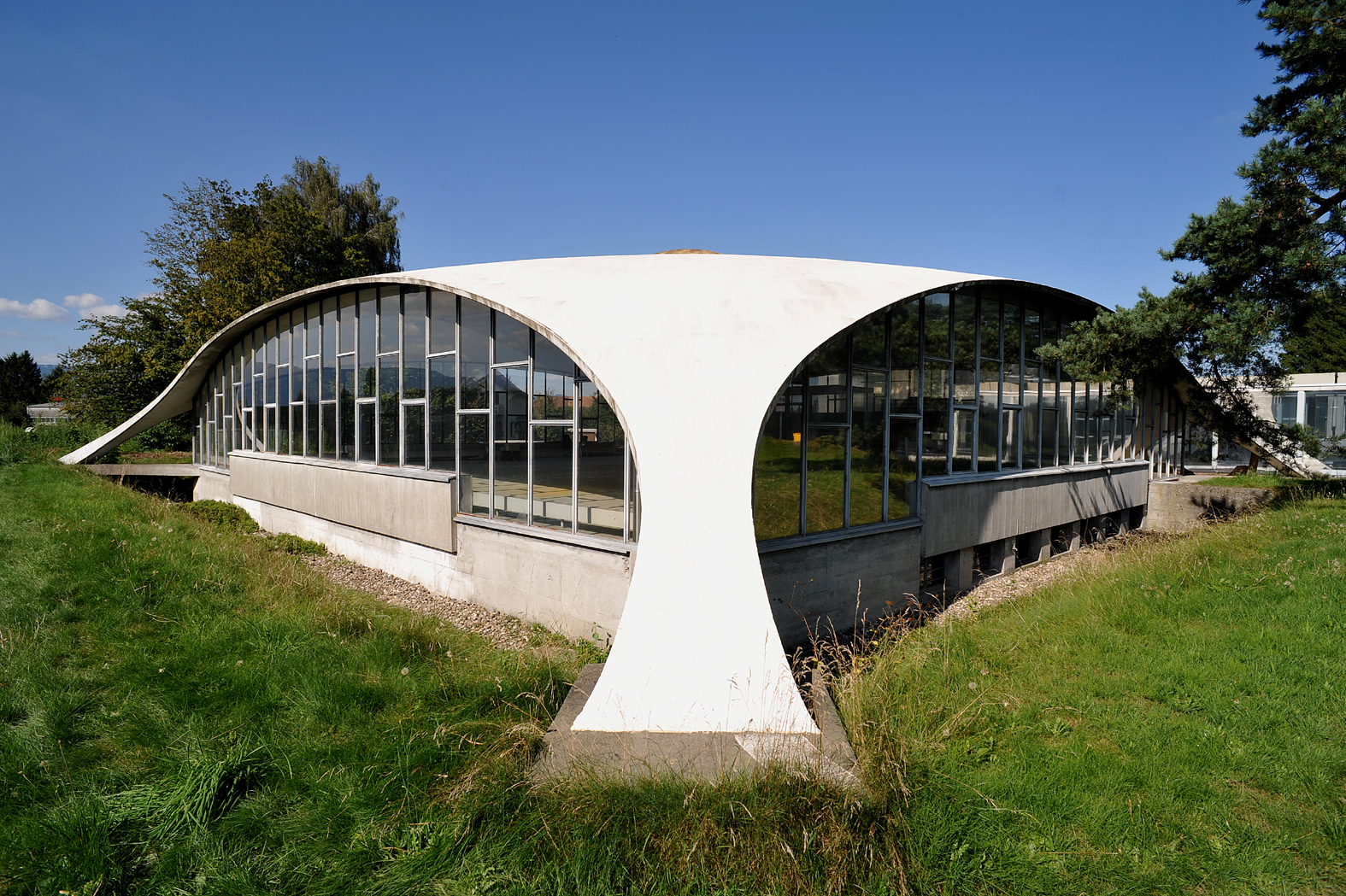
Kilcherschale, Recherswil (Soleure, 1965).

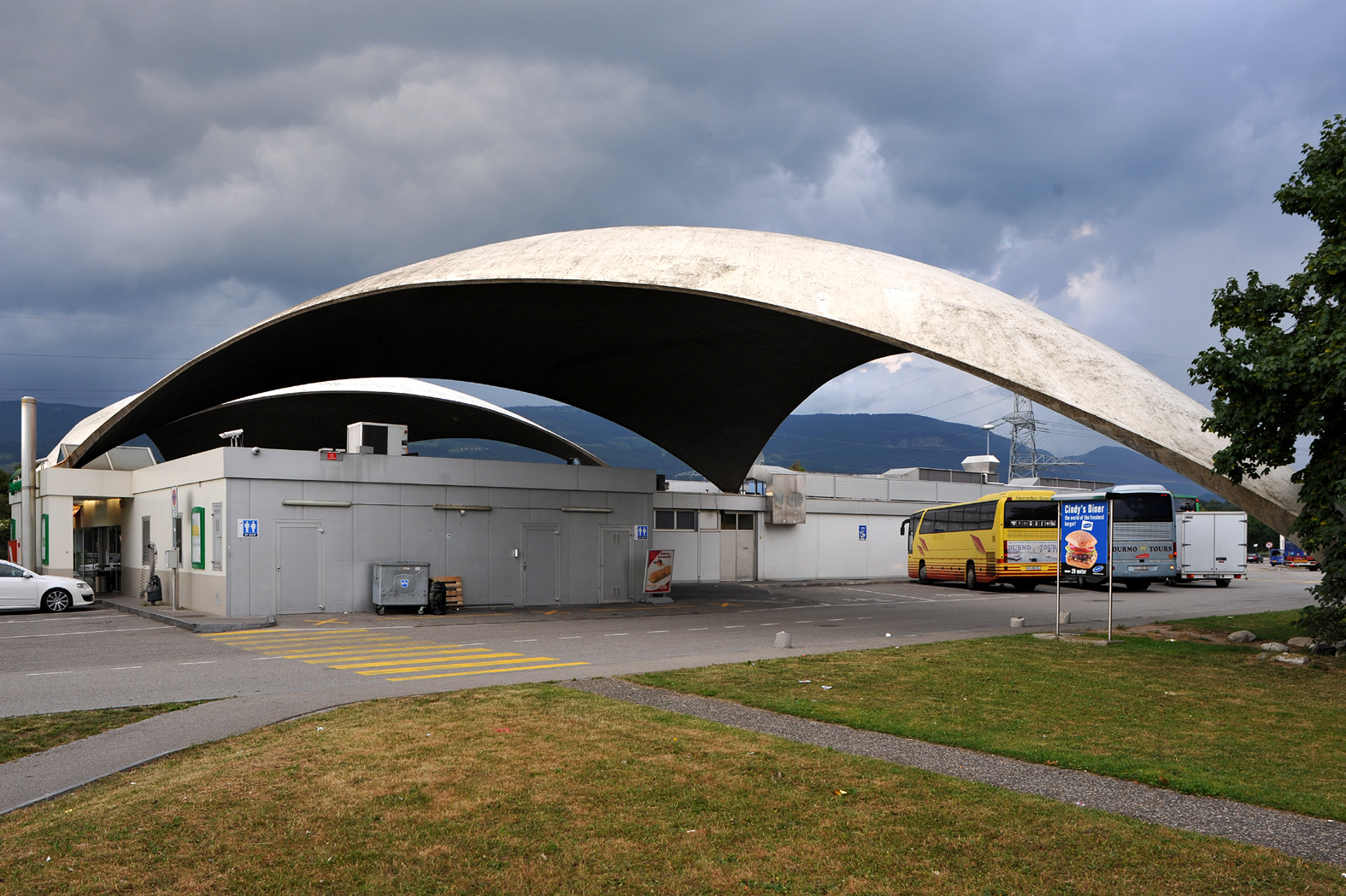
Aire de repos, Deitingen (Soleure, 1968).

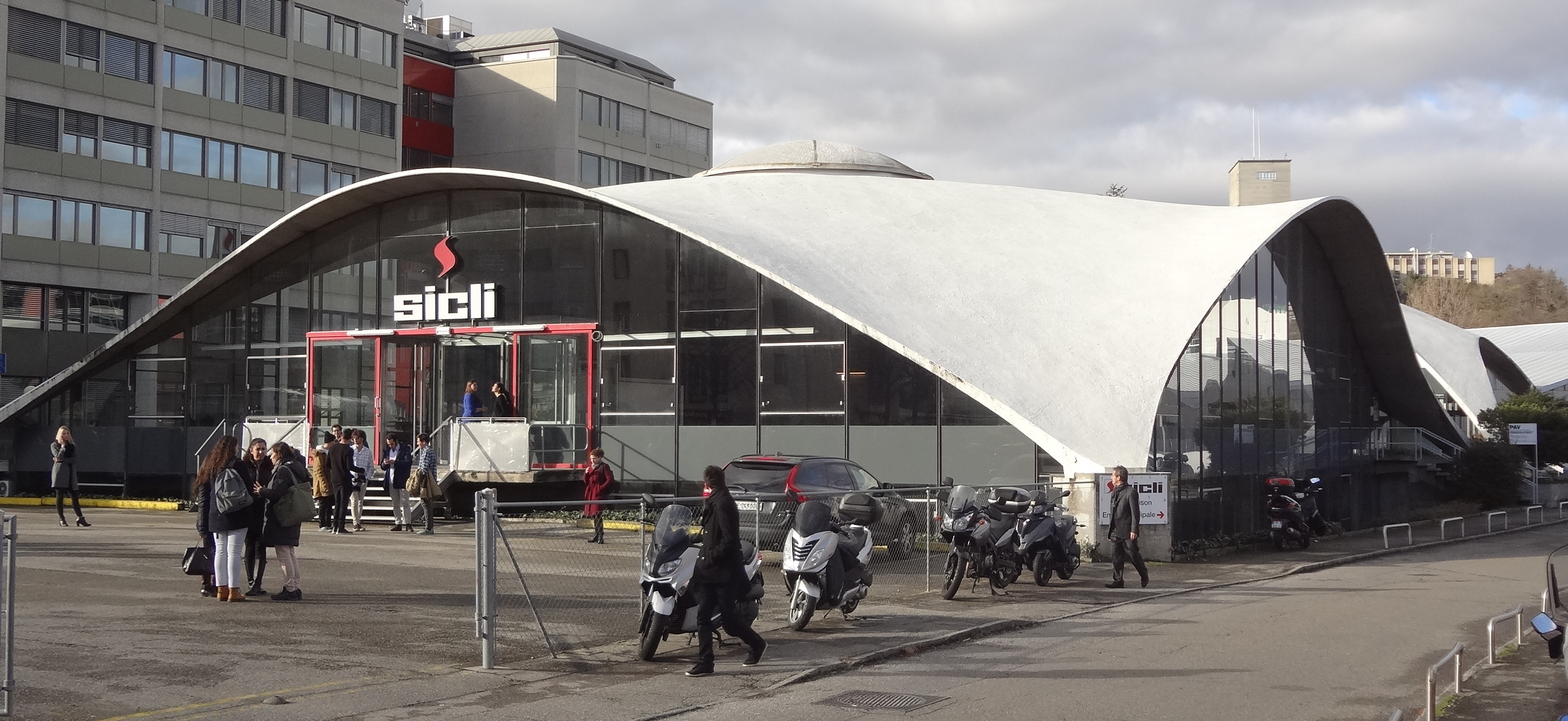
Pavillon Sicli, Genève (1969).

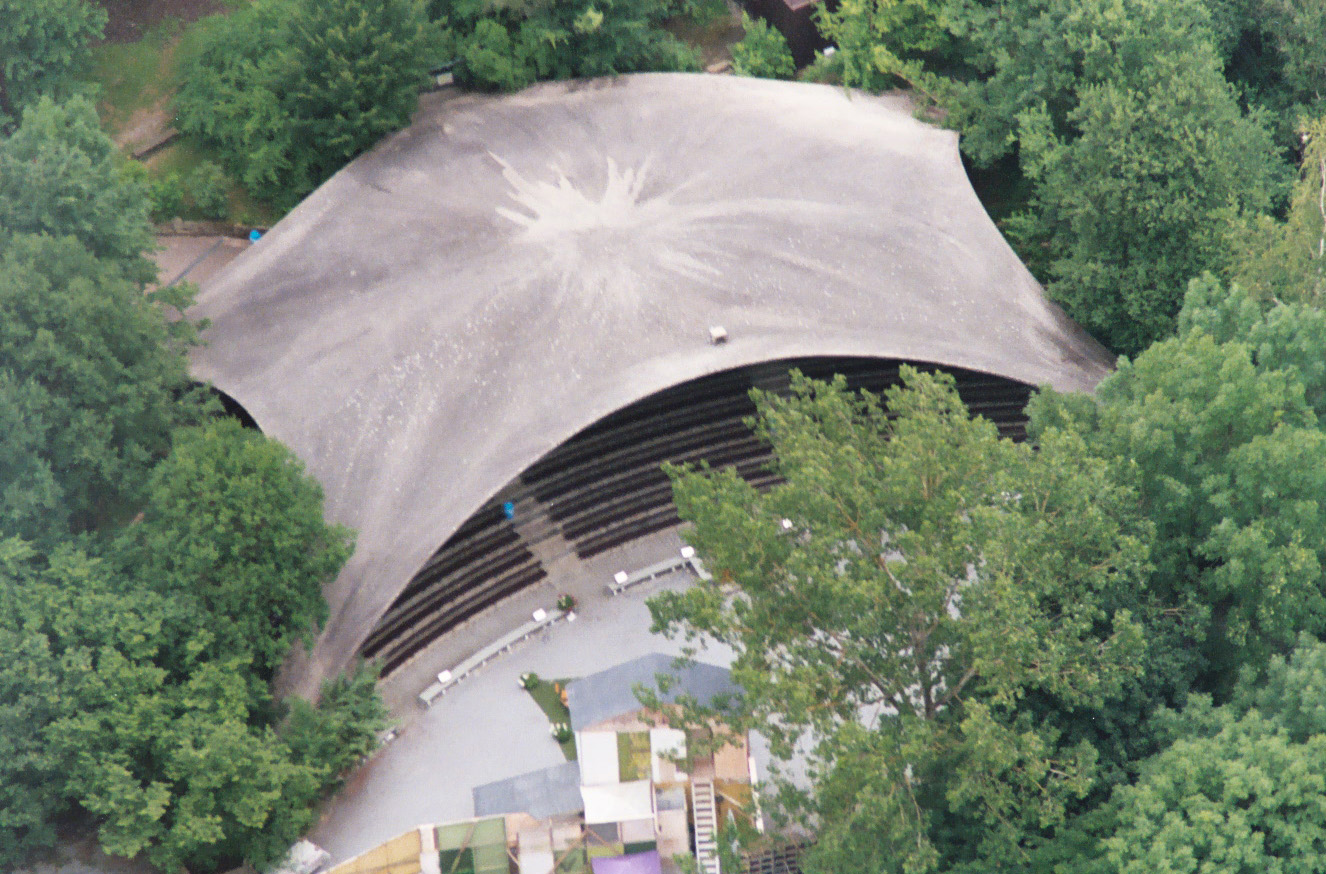
Théâtre, Aichtal-Grötzingen (Bade-Wurtemberg, 1977).

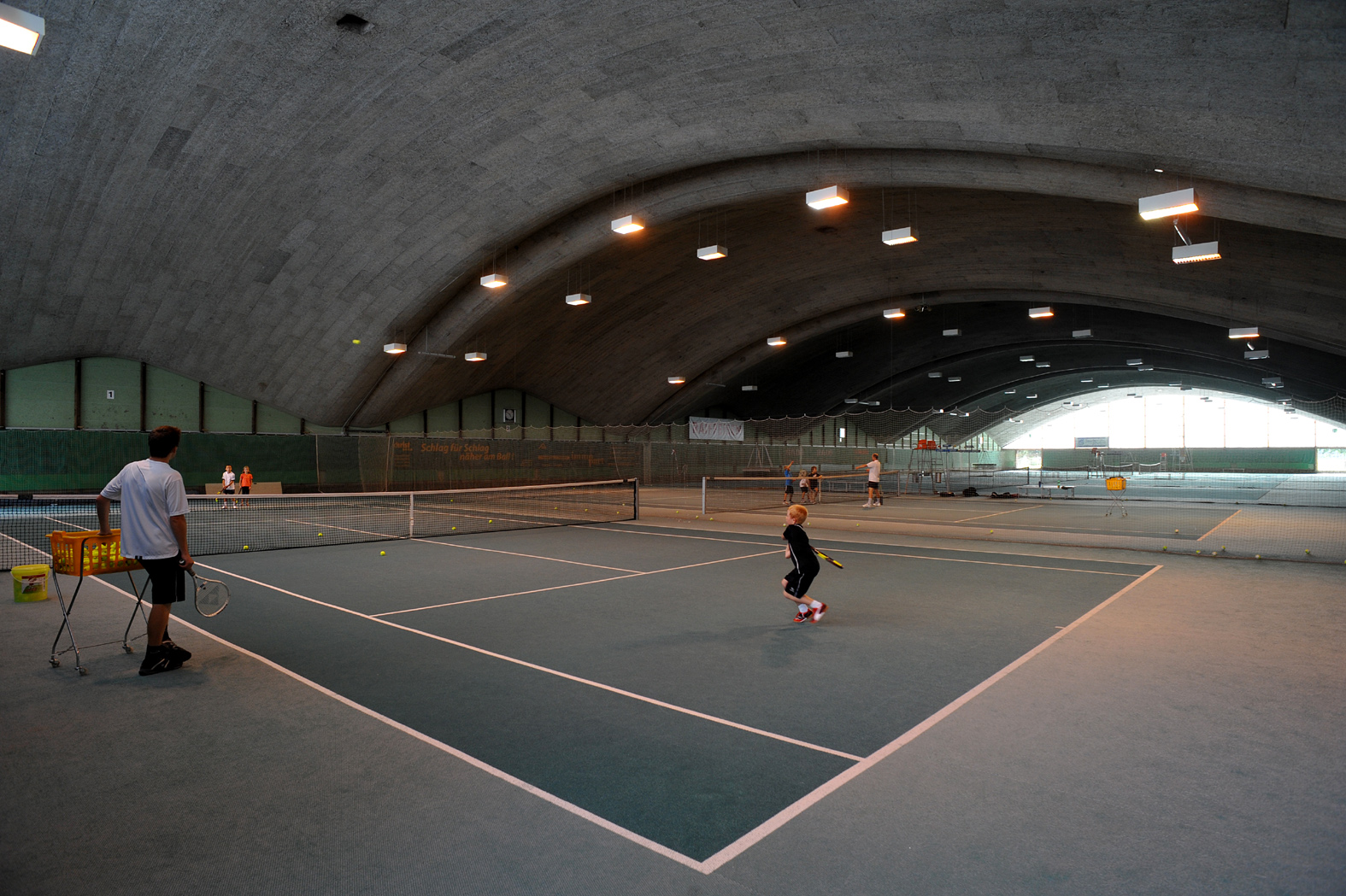
Salle de tennis, Granges (Soleure, 1978).

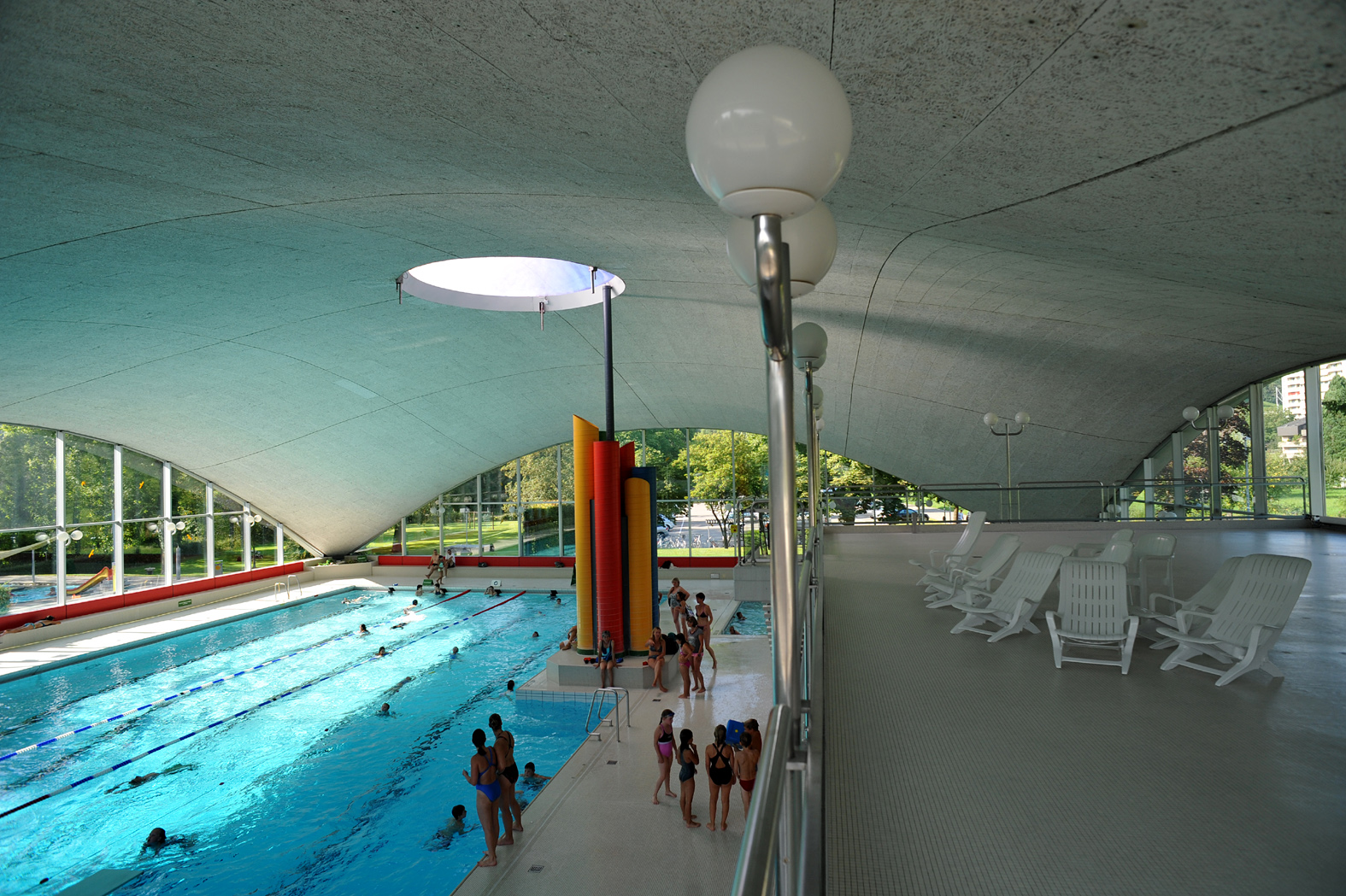
Piscine, Brugg (Argovie, 1981).

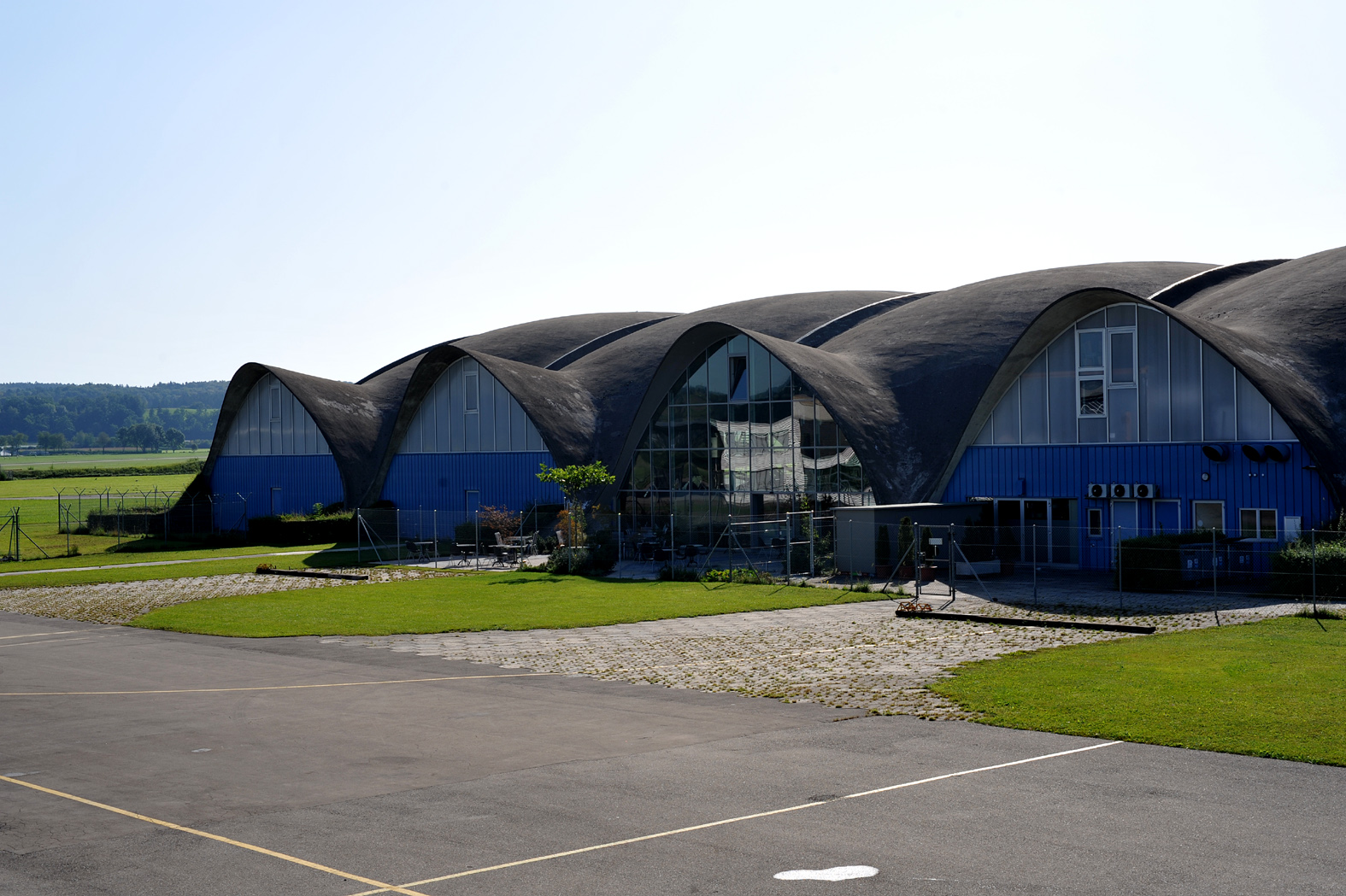
Musée de l'aviation, Dübendorf (Zurich, 1986).

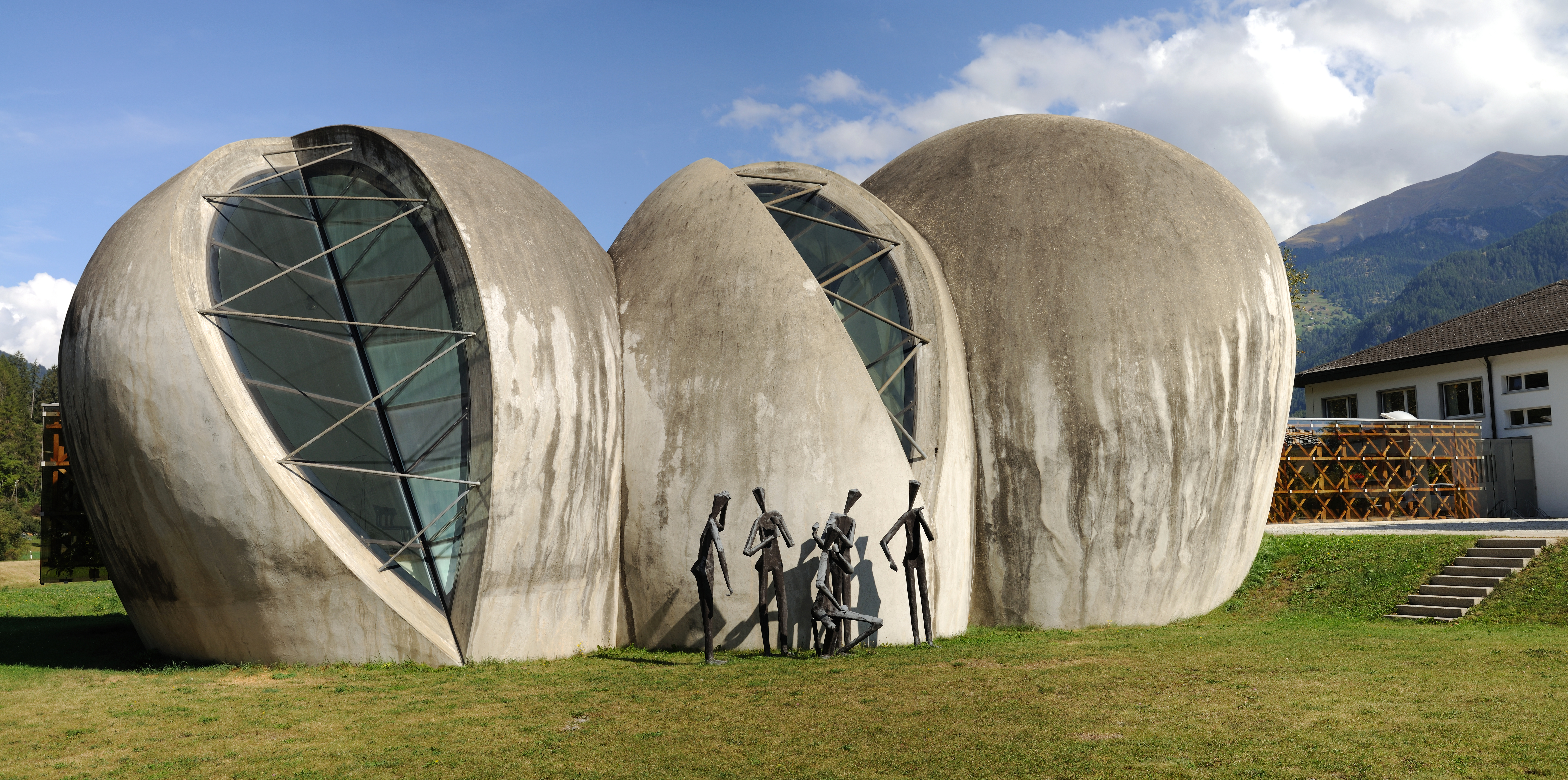
Église de Cazis (Grisons, 2002).

Lors du congrès fondateur de l'Association internationale des constructions en coques (International association for shell structures - IASS) en 1959 à Madrid, Heinz Isler donne sa première conférence internationale, New Shapes for Shells (nouvelles formes pour les coques). Il présente sa méthode et montre ses maquettes, qui « suscitent beaucoup d’étonnement des spécialistes présents ». En effet, jusqu’alors les coques en béton armé ont pris des formes pouvant facilement être décrites mathématiquement, telles que des sphères, des conoïdes ou des paraboloïdes hyperboliques, permettant de calculer plus facilement les forces et contraintes.
Ses formes nouvelles, libérées des géométriques classiques, sont toutes issues d’expériences réalisées par Heinz Isler. Il observe les phénomènes propres au milieu naturel. Il suspend des toiles ou gonfle des membranes, qu’il solidifie avec du plâtre ou du béton. Ou encore il fige par le gel des tissus humides. Une fois retournés, ces volumes ont une résistance étonnante, ils sont la base des géométries des toitures aux formes courbes optimales, des coques en béton armé polyvalentes à parois minces. Dans les toiles suspendues, les forces s'exercent en tension, les toits en formes de coques exercent sous leur propre poids essentiellement des forces de compression. De telles structures ont pu couvrir jusqu’à 54 × 58 mètres, avec une coque en béton armé de 15 à 19 centimètres d'épaisseur seulement.
Techniquement, trois méthodes ont été utilisées par Heinz Isler : par « expansion » (earth mounds, monticules), par « suspension » (hanging cloths), ou par « gonflement » (inflated rubber membranes). Ces méthodes ont donné naissance à des coques telles que, respectivement : le bâtiment d'exposition Wyss à Zuchwil (1962), le centre de distribution de la Coop à Wangen bei Olten (1960), et l’aire de repos de Deitingen (1968). Charles Mäder présente en 2008 ces trois approches de manière plus imagée : Heinz Isler aurait observé un « coussin rebondi » en 1954 (d’où les modèles « pneumatiques »), un « tissu mouillé suspendu » puis gelé en 1955, et de la mousse de polyuréthane émergeant d’un tube à section carrée en 1963. Les structures de type « suspension » ou « gonflement » sont soumises exclusivement à des contraintes de compression, ce qui est idéal pour le béton qui est faible en tension mais fort en compression. Cela écarte le risque de fissures, raison pour laquelle on a généralement renoncé aux revêtements.
Les trois principes qui guident Heinz Isler seraient : la simplicité et la modestie des moyens (en accord avec le respect de la nature), la pureté du concept, et la précision et pureté des expériences physiques.
Heinz Isler a collaboré dès 1955 avec l’architecte Michael Balz et avec l’entreprise Willi Bösiger SA de Langenthal qui a bâti la plupart de ses coques. L’architecte Heinz Bösiger (fils de Willi) a travaillé avec Heinz Isler, avant de reprendre avec son frère Max l’entreprise familiale. Heinz Bösiger raconte plus de 50 ans d’expérience de construction des toits en coques dans un article publié en 2011 par l’IASS.
Heinz Isler a conçu et construit plus de 1 400 structures de ce type. Il a prouvé une stabilité suffisante sur la base de modèles, le plus souvent. En outre, il a créé le processus de construction, supervisé la réalisation et surveillé pendant des années le comportement des coques.
La démarche d’Heinz Isler, sa recherche de nouvelles formes, s’inscrivent dans une tendance internationale tournée vers une « esthétisation » et une « remise en question du modèle absolu de la géométrie pure comme unique moyen de calcul et d’application ».
Heinz Isler fait partie de l'équipe de Behnisch & Partner (de), qui a remporté le concours pour le parc olympique de Munich en 1967 avec ses toits en formes de tentes, en vue des Jeux olympiques de 1972. À cette époque, Isler a une trentaine d’ingénieurs qui travaillent avec lui à Berthoud, et autant qui travaillent pour le stade à Munich.
Le succès des toits en coques a diminué dès les années 1970, face aux critères économiques et énergétiques. Ces grands volumes seront critiqués pour leur consommation d’énergie.
John Chilton consacre un ouvrage à Heinz Isler, publié en 2000 à Londres dans la collection The Engineer's Contribution to Contemporary Architecture. Cette somme présente successivement : l’homme, sa philosophie et ses influences ; les recherches sur les formes et sur leurs forces ; les ouvrages de type bubble ; ceux de type free forms ; puis ceux de type inverted membrane ; les autres formes  ; les coques translucides ; l’influence d’Heinz et Isler et le futur des coques en béton mince.

### Association internationale des constructions en coques
Quand Heinz Isler présente ses concepts au premier congrès de l’IASS, à Madrid les 16-20 septembre 1959, l’audience comprend des personnalités telle Eduardo Torroja (1899-1961, ingénieur espagnol qui a popularisé l'emploi du béton armé dans le monde dans les années 1920, fondateur de l’IASS), Ove Arup (1895-1988, ingénieur anglo-danois fondateur du Arup Group) et Nicolas Esquillan (1902-1989, ingénieur français). Au congrès de 1979, à nouveau à Madrid (où il se tient tous les dix ans), Isler fait le bilan des 20 ans écoulés : New shapes for shells - Twenty years  after. 
Heinz Isler a eu une profonde influence sur l’IASS, sur ses membres, et sur la perception internationale de la conception de coques en béton armé. Il a été durant de nombreuses années un membre actif du Comité exécutif de l’IASS, puis membre de son Conseil consultatif. Il est devenu membre honoraire en 1994. Le respect à son égard est encore montré en 1999 par l’invitation qui lui est faite de résumer devant le congrès les succès de l’association.
L’association, devenue International association for shell and spatial structures, consacre un numéro de son journal à Heinz Isler en 2011. Le professeur David P. Billington de l’université de Princeton (fondateur du concept d'art structural comme un domaine de l'ingénierie des structures) y témoigne de sa longue collaboration professionnelle et amitié avec Heinz et Maria Isler, il explique comment Heinz Isler stimulait les enseignants en génie civil pour qu’ils encouragent la créativité esthétique chez leurs étudiants.

### Personnalité
Ceux qui ont bien connu Heinz Isler le décrivent comme « joyeux, plein d’humour et curieux ». Il ne connaissait pas de frontière entre le temps libre et le travail. Dans le contexte de la lutte pour la conservation de l’aire de repos de Deitingen, Roger Diener, Peter Zumthor, Tilla Theus et Mario Botta disent de lui qu’il était « un ingénieur qui voulait créer des bâtiments qui servent les gens tout en enrichissant l'architecture. Il a réussi à allier économie, fonctionnalité et écologie à la beauté et à la poésie ».

## Principales réalisations
Heinz Isler conçoit une raffinerie d'argent et d’or à Pforzheim (Bade-Wurtemberg), avec un toit composé de neuf voiles minces, achevé en 1954. Puis le centre de distribution de la Coop à Wangen bei Olten (canton de Soleure), construit en 1960, avec son toit formé d’un voile mince de béton armé de 54,6 × 58,8 m.
Le bâtiment d'exposition des semences et plantes de Wyss, à Zuchwil (Soleure), a été la première grande coque de Heinz Isler, en 1962. La construction repose sur quatre points et couvre une superficie de 650 m2 pour une surface de plancher de 25 × 25 m. La coque de 7 cm d'épaisseur présente des renforts en porte-à-faux de 6 cm d'épaisseur. Bien culturel d'importance cantonale depuis 2007. 
Heinz Isler conçoit le supermarché Migros de Bellinzone (Tessin) avec son toit d’une portée de 31 m, construit en 1964. En 1965, Isler réalise le toit de l'entreprise Kilcher à Recherswil (Soleure), une coque à quatre ancrages et à bords libres de 25 × 25 mètres. Il conçoit le toit-coque de forme paraboloïde hyperbolique, d’une portée de 26 m, de l’Église du Saint-Esprit de Lommiswil (Soleure), terminée en 1967. Une série de coques pentagonales destinées à la chaîne de centres de jardinage Les Florélites Clause (chaîne reprise par Truffaut en 1987) sont réalisées en 1966 autour de Paris,,.
Deux toits triangulaires sont construits en 1968 sur l'aire de desserte de Deitingen sud (Soleure) sur l'autoroute A1. Ils ont une hauteur maximale de 11,5 m et mesurent chacun 26 × 31,60 m. Cette construction est « d’une grande audace technique et de mise en œuvre (…) La faible épaisseur de matière au point culminant de la coque - moins de 10 cm de béton - associée au faible rayon de courbure de chaque coque issue d’une géométrie par suspension, impose à ce projet une mise en œuvre particulièrement audacieuse. La distance à laquelle se situe le troisième appui (…) est aussi une particularité technique remarquable ». L’absence de toute paroi fait de ces coques des entités « structurelles et autoportantes, voire sculpturales »,. Quand elles sont menacées de démolition en 1999, une campagne pour leur conservation est menée par des architectes suisses dont Mario Botta.
Le « bâtiment le plus fameux d’Isler », par sa conception particulière, serait la fabrique genevoise d’extincteurs Sicli à Genève : une double coque asymétrique terminée en 1969 dans le quartier industriel des Acacias. Le directeur de l’usine Sicli, Frédéric Sachs, aurait été séduit par la station service de Deitingen sud, remarquée lors de ses trajets entre Genève et Zurich.
À Chamonix (Haute-Savoie), Heinz Isler participe aux études de structure de la piscine de Richard-Bozon (1971), et de l’École nationale de ski et d'alpinisme (ENSA, 1974),. La piscine de l’hôtel Splendide Royal de Lugano (Tessin) est couverte d’une coque de 16 m, en 1972. Le toit du théâtre naturel de Aichtal-Grötzingen (Bade-Wurtemberg) construit en 1977 est posé sur cinq ancrages. D'une épaisseur de 9 à 12 centimètres, il mesure 28 × 42 m et couvre une superficie de 600 m2,. La salle de tennis de Grenchen a été construite en 1978 avec quatre coques contiguës de 47 × 17,3 m,. En 1993, la salle a été agrandie avec deux nouvelles coques. Le centre sportif et salle de tennis de Guin (Fribourg), 48 m de portée, est achevé en 1978. Les toits de la piscine et de la salle de tennis de Heimberg (Berne) ont des portées de 35 m et 48 m, ils sont achevés en 1978,.
En 1980 est achevé l’immeuble résidentiel « Balz » à Leinfelden-Echterdingen (Bade-Wurtemberg), pour lequel Heinz Isler a réalisé les calculs de structures des toits globuleux. Au même lieu il a réalisé un théâtre en 1976/1990, le Theater unter den Kuppeln. Le toit de la piscine couverte de Brugg été créé en 1981, il mesure 35 × 35 m. Les centres de tennis de Brühl (Soleure) et de la Tène (Marin-Epagnier, Neuchâtel) sont formés de plusieurs coques, ils sont terminés en 1982 et 1983,. Le toit du Flieger Flab Museum (musée d’aviation) de Dübendorf, construit en 1986, est composé de quatre coques et mesure 51,7 × 18,7 m,. 
Le toit du Norwich Sports Village Hotel (piscine, centre aquatique, hôtel et gymnase) à Norwich (Angleterre) est formé de plusieurs coques de 48 m de portée, et réalisé de 1987 à 1911. L'église de Cazis aux Grisons a été créée en 1996/1997 avec la collaboration d'Heinz Isler sur un projet de l'architecte Werner Schmidt.

## Publications
- (en) Heinz Isler, « New Shapes for Shells - Twenty Years After », Journal of the International Association for Shell Structures, no 71,‎ septembre 1979
- (en) Heinz Isler, « Concrete Shells Derived from Experimental Shapes », Structural Engineering International, vol. 4, no 3,‎ août 1994, p. 142-147 (lire en ligne)
- (en) Heinz Isler, « Shell Structures: Candela in America and What We Did in Europe », dans Guy Nordenson, Seven Structural Engineers, New York, The Museum of Modern Art, 2008 (ISBN 978-0-87070-703-2), p. 86-101 – Publication d'exposés faits entre 1998 et 2005

## Reconnaissances
En 1983, Heinz Isler reçoit un doctorat honoris causa de l'EPFZ à la demande du département de génie civil. La même année, il devient professeur honoraire à la faculté d'architecture de l'université de Karlsruhe. En 1997, il reçoit la médaille Torroja, le prix Matsui et le prix Tsuboi.
Il reçoit la médaille Freyssinet de la Fédération internationale du béton (en) (fib) en 2006.

## Archives
(de) Fonds : Heinz Isler (1926-2009). Zurich : Institut pour l'étude de l'histoire et des théories de l'architecture (présentation en ligne).
Les archives d’Heinz Isler ont été transmises en 2014 aux archives (gta Archiv) de l’Institut pour l'étude de l'histoire et des théories de l'architecture (de) (GTA, département d’architecture de l’EPFZ). Ces archives comprennent de la documentation sur les projets, des dessins, des modèles. Elles font l’objet d’un classement par la chaire pour les conceptions structurelles (Professur für Tragwerksentwurf) du professeur Joseph Schwartz.

### Livre et articles de John Chilton
John C. Chilton est professeur émérite d’architecture et de tectonique à l’université de Nottingham, c'est un membre actif de l’IASS depuis 1990 où il siège au Conseil exécutif et est membre du groupe de travail sur les Shell Structures. Il a publié en 2000 le principal livre retraçant l’histoire de Heinz Isler et de ses constructions. Il est aussi éditeur invité et contributeur de Heinz Isler : 50 Years of « New Shapes for Shells », un numéro spécial du journal de l’IASS consacré à Isler en 2011. Il a aussi co-signé l’article à la mémoire d’Isler publié dans ce même journal en 2009.
- (en) John Chilton, Heinz Isler : The Engineer's Contribution to Contemporary Architecture, Londres, Thomas Telford, 2000, 170 p. (ISBN 978-0-7277-2878-4, lire en ligne)

- (en) John Chilton et Chu-Chun Chuang, « Rooted in Nature : Aesthetics, Geometry and Structure in the Shells of Heinz Isler », Architecture and Mathematics, vol. 19, no 3,‎ 2017, p. 763-785
- (en) Chu-Chun Chuang et John Chilton, « Design and Modelling of Heinz Isler’s Sicli », dans Spatial Structures in the 21st Century : Proceedings of the IASS Annual Symposium 2016, 2016
- (en) John Chilton, « Heinz Isler : shells for two churches », Journal of the International Association for Shell and Spatial Structures, vol. 52, no 3,‎ 2011, p. 173-183
- (en) John Chilton, « Eminent Structural Engineer : Prof. Dr Heinz Isler (1926–2009) », Structural Engineering International, vol. 21, no 1,‎ février 2011, p. 124-126 (lire en ligne, consulté le 26 janvier 2019)
- (en) John Chilton, « Heinz Isler's Infinite Spectrum : Form‐Finding in Design », Architectural Design, vol. 80, no 4,‎ juillet 2010, p. 64-71 (lire en ligne, consulté le 28 janvier 2019)
- (en) John Chilton, « Heinz Isler : Engineer and shell builder noted for innovative design », The Guardian,‎ 24 août 2009 (lire en ligne, consulté le 28 janvier 2019)

### Livres
- Margareta Bali, Luca Sironi et Aleksandar Trifunović, L‘ancienne usine Sicli à Genève : Rapport final, Lausanne, EPFL, coll. « Cours Structures complexes », 2016, 21 p. (lire en ligne)
- (en) Heinz Isler : 50 Years of "New Shapes for Shells", Madrid, International Association for Shell and Spatial Structures (IASS), coll. « Journal of the International Association for Shell and Spatial Structures » (no 169, Vol.52 No.3), septembre 2011 (ISSN 1028-365X), p. 131-199 Avec des contributions de : John F. Abel and John C. Chilton (preface), David P. Billington, Ekkehard Ramm, Michael Balz, Heinz Bösiger (« The Building of Isler Shells »), John Chilton, Toni Kotnik and Joseph Schwartz, Harald Kloft.
- (de) Ekkehard Ramm et Eberhard Schunk, Heinz Isler : Schalen : Katalog zur Ausstellung, Zurich, Hochschulverlag, 2002, 3e éd. (1re éd. 1986), 111 p. (ISBN 978-3-7281-2792-1, lire en ligne)
- (de) Otto Deppe, Heinz Isler : Schalen : Sarawak, Sabah und die Ostküste, W. Rau, 1995, 111 p. (ISBN 3-7919-0614-3)
- (en) Heinz Isler as structural artist [exhibition] : April 1-May 11, 1980 [catalogue], Princeton, NJ, The Art Museum, Princeton University, 2000 (1re éd. 1980), 47 p.organized by the Art Museum & School of engineering and applied science ; supported by Ciba-Geigy Corporation & Swiss Center Foundation

### Articles
- Giuliana Merlo, « Icônes de la modernité ou sculptures minimalistes? Les voiles minces en béton de Heinz Isler », Monuments  vaudois, vol. 11,‎ 2021, p. 69-76 (ISSN 1664-3011).
- (fr + de) Christian Dupraz, « Heinz Isler, Maître-coque = Heinz Isler, Meister des Schalenbaus », DADI, no 5,‎ avril 2013 (lire en ligne, consulté le 26 janvier 2019)
- (en) Toni Kotnik et Joseph Schwartz, « The architecture of Heinz Isler », Journal of the International Association for Shell and Spatial Structures, vol. 52, no 3,‎ 2011, p. 185-190 (lire en ligne)
- (en) M. Balz, D. Billington, J.C. Chilton, E. Ramm, « In memoriam, Heinz Isler : shell builder and structural artist », Journal of the International Association for Shell and Spatial Structures, vol. 50, nos 161-2,‎ 2009, p. 67-68 (ISSN 1996-9015, lire en ligne, consulté le 28 janvier 2019)
- (de) Doris Greiner-Mai, « Heinz Isler gestorben », Bautechnik, vol. 86, no 8,‎ août 2009, p. 522-523 (lire en ligne)
- (de) Charles Mäder, « Bau-Kunst am Beispiel des Wirkens von Heinz Isler in Burgdorf », Burgdorfer Jahrbuch, vol. 75,‎ 2008, p. 161-164 (lire en ligne)
- (de) Heinz Bösiger, « Bildender Künstler und Pionier im Schalenbau », Der Bauingenieur, no 8,‎ 2006, p. 10-17 (ISSN 1661-7037)
- (de) Eberhard Schunck, « Heinz Isler, Bauingenieur und bildender Künstler », Deutsche Bauzeitung, no 4,‎ 2003, p. 90-95
- (de + fr) Christoph Allenspach, « Heinz Isler : Schalenformen nach den Gesetzen der Natur = Heinz Isler : des formes conchoïdes conformes aux lois de la nature », Baudoc-Bulletin, vol. 31, no 12,‎ 1999, p. 7-18
- Samuel Rutishauser, « Les voiles en béton de Heinz Isler : de la station-service au monument historique », Patrimoine et architecture, no 9,‎ mai 1990, p. 38-41
- (de) David P. Billington, « Heinz Isler: Ein Ingenieur als bildender Künstler », Deutsche Bauzeitung, no 8,‎ 1986, p. 28-33